# 신봉건주의
신봉건주의(neo-feudalism, new feudalism)는 여러 봉건제 사회에 존재했던 통치, 경제, 그리고 공공 정책의 현대적 부활을 뜻하는 이론적 용어이다. 일반 민중과 특권층의 권리와 법적 보호의 불평등, 소수의 강력한 엘리트에 의한 사회 지배, 사회적 이동성의 부족, 그리고 엘리트와 대중 사이의 영주와 농노 같은 관계(부의 차이) 등의 측면이 포함되나 여기에 국한되는 것은 아니다.

## 같이 보기
- 농노제
- 농노제의 역사
- 봉건제
- 재봉건화